# Sherlock Holmes (film 1922)
Sherlock Holmes – amerykański, niemy film dramatyczny z 1922 roku, w reżyserii Alberta Parkera z Johnem Barrymore’em i Rolandem Youngiem w rolach głównych. Scenariusz powstał na podstawie sztuki Williama Gillette’a, Sherlock Holmes z roku 1899.
Przez dekady film uznawany był za zaginiony, do czasu, gdy w połowie lat 70. został ponownie odkryty i odrestaurowany (choć nadal brakuje w nim około 26 min). W 2009 r. został wydany na DVD, a w grudniu 2011 r. na Blu-ray.

## Fabuła
Film opowiada o młodym Sherlocku Holmesie, który po skończeniu college’u rozpoczyna studia kryminalistyczne. Kiedy jeden ze studentów uniwersytetu Cambridge, książę Alexis zostaje oskarżony o kradzież szkolnych funduszy, jego przyjaciel John Watson zwraca się o pomoc do swojego kolegi ze studiów – Holmesa. Wkrótce książę naprowadza ich na ślad profesora Moriarty’ego, założyciela i przywódcy zbrodniczego imperium, któremu młody detektyw nie może jeszcze zaszkodzić.
Kilka lat później Moriarty knuje nowy spisek przeciwko Alexisowi, wykorzystując do tego list miłosny kobiety, która popełniła samobójstwo. Przypadkowo okazuje się, że siostrą zmarłej jest Alice Faulkner, w której Holmes był kiedyś zakochany. Detektyw obmyśla więc sposób na ostateczne pokonanie profesora.

## Obsada
- John Barrymore – Sherlock Holmes
- Roland Young – dr John Watson
- Carol Dempster – Alice Faulkner
- Gustav von Seyffertitz – Profesor Moriarty
- Louis Wolheim – Craigin
- Percy Knight – Sid Jones
- William H. Powell – Foreman Wells
- Hedda Hopper – Madge Larrabee
- Peggy Bayfield – Rose Faulkner
- Margaret Kemp – Therese
- Anders Randolf – James Larrabee
- Robert Schable – Alf Bassick
- Reginald Denny – książę Alexis
- David Torrence – hrabia von Stalburg
- Robert Fischer – Otto
- Lumsden Hare – doktor Leighton
- Jerry Devine – Billy
- John Willard – inspektor Gregson

Rola doktora Watsona była debiutem filmowym Rolanda Younga.

## Produkcja

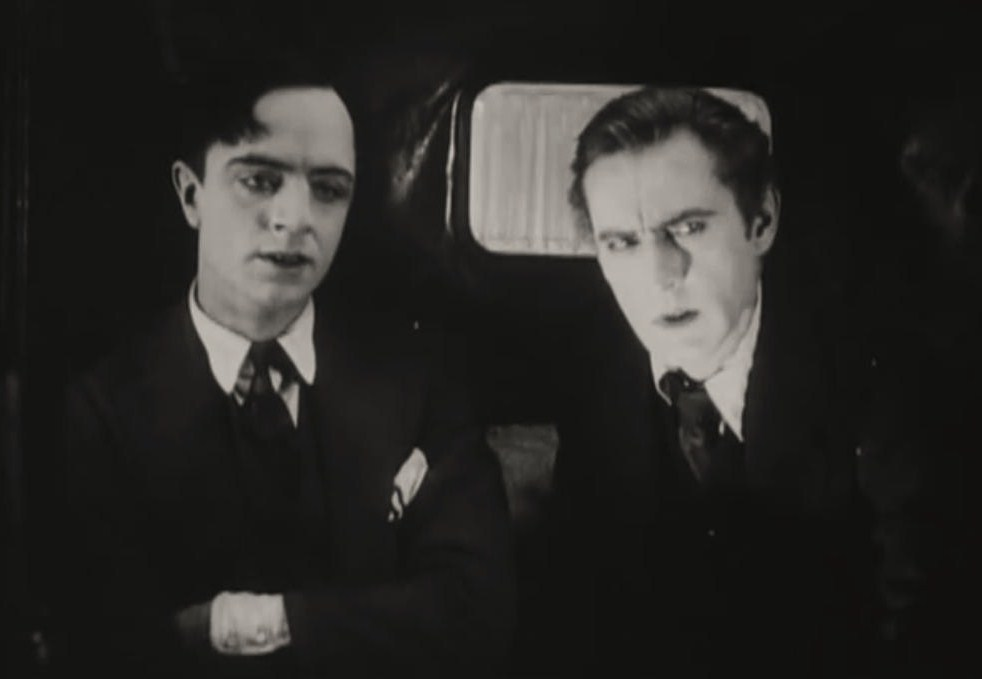
William Powell (z lewej) i John Barrymore w filmie Sherlock Holmes

Postać legendarnego detektywa stworzona przez Arthura Conana Doyle’a, pojawiała się w filmach już w pierwszych dekadach kina, ale dopiero długometrażowa wersja z 1922 r. stała się najbardziej znaną produkcją opowiadającą o przygodach Sherlocka Holmesa w tamtym czasie.
Reżyser Albert Parker postanowił, że nakręci film na podstawie bardzo popularnej sztuki Williama Gillette’a wystawianej na Broadwayu od 1899 r. W roli głównej zamierzał obsadzić Johna Barrymore’a, który jednak niechętnie podszedł do tego pomysłu, gdyż uważał, że jest to „znak rozpoznawczy” Gillette’a. Po długich namowach zgodził się wystąpić w filmie Parkera, choć ten nie miał jeszcze wtedy praw do sfilmowania sztuki. Reżyser pojechał więc do Chicago, gdzie występował Gillette i zawarł z nim umowę. Produkcją zajęła się wytwórnia Goldwyn Pictures. Zdjęcia plenerowe kręcono w Londynie i Szwajcarii, a sceny wewnątrz budynków na Long Island w USA.
Premiera odbyła się w nowojorskim teatrze Capitol 7 marca 1922 roku.

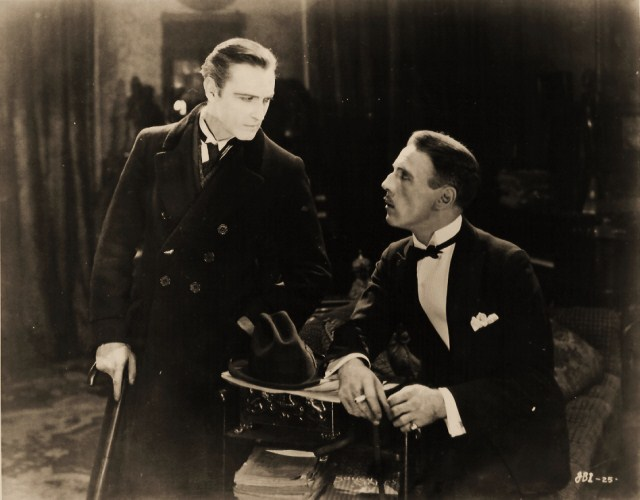
Kadr z filmu

To jeden z kilku niemych filmów o Sherlocku Holmesie, który przetrwały do dzisiaj.
Film przez lata uważany był za zaginiony, ale w latach 70. odkryto kilka puszek z niezmontowanymi negatywami, które przez dziesięć lat historyk filmu Kevin Brownlow składał w całość przy pomocy reżysera Alberta Parkera.